# Fiorino arubano
Il Fiorino di Aruba è la moneta ufficiale dell'isola di Aruba, dipendenza dei Paesi Bassi nelle Antille.
Fu introdotto nel 1986 in sostituzione del fiorino delle Antille olandesi, in occasione dell'autonomia di Aruba dalle Antille Olandesi in previsione di una futura indipendenza, il cui processo è stato poi sospeso nel 1993 per volere congiunto dei governi interessati.
La produzione monetaria del territorio è indipendente ed affidata alla Banca centrale di Aruba.
Un fiorino è composto da 100 centesimi. Le monete sono da 5, 10, 25 e 50 centesimi, 1, 2½ e 5 fiorini. La moneta più conosciuta di Aruba è probabilmente la moneta da 50 centesimi, di forma quadrata. I biglietti sono invece da 10, 25, 50, 100 e 500 fiorini.
Il codice ISO del fiorino arubano è "AWG".
Il fiorino ha un cambio fisso con il dollaro statunitense di 1 US$ = 1,79 AWG dal 1986.